# Direction de la Coopération de sécurité et de défense
La direction de la Coopération de sécurité et de défense (DCSD) est une des directions du ministère de l'Europe et des Affaires étrangères  (MEAE), chargée de piloter les actions de coopération structurelle à l'international en matière de défense, de sécurité intérieure et de protection civile.
Dotée d'un budget global annuel de 100 millions d'euros réparti sur les programmes 105 et 209, la DCSD relève de la Direction générale des affaires politiques et de sécurité du ministère des Affaires étrangères.

## Historique
Apparue dans les années 1960 avec les indépendances des territoires de l’ancien empire colonial français, la coopération de défense a longtemps été conduite par deux institutions distinctes : la sous-direction de l’Assistance militaire et la Mission militaire de coopération.
Devenu inadapté après la fin de la Guerre Froide et avec la mondialisation, ce système a été réformé et renforcé en décembre 1998 avec la création de la direction de la Coopération militaire et de défense (DCMD) qui a unifié, sous la responsabilité de la direction générale des Affaires politiques et de Sécurité du ministère de l'Europe et des Affaires étrangères, les anciennes structures.
Composée de diplomates et de militaires, elle avait pour objectif de mener des projets définis en partenariat avec des pays d’Afrique, d’Europe centrale et orientale, des pays de la rive méridionale de la Méditerranée, du Proche-Orient, du Moyen-Orient et quelques partenaires d’Asie et d’Amérique latine
Depuis les années 1960, la coopération de sécurité intérieure est quant à elle conduite par le SCTIP (Service de Coopération Technique Internationale de Police), entité appartenant au ministère de l’Intérieur. En 1998, lors de la création de la DGCID (Direction générale de la Coopération Internationale et du Développement) au sein du ministère de l'Europe et des Affaires étrangères, cette dernière a géré la coopération structurelle de police et de sécurité civile en étroite coordination avec le SCTIP.
En mars 2009, tenant compte des travaux des deux Livres blancs sur la politique étrangère et sur la sécurité et la défense qui ont mis en avant la nécessité d'une approche globale liant les notions de sécurité et de défense, l’arrêté et le décret du 16 mars 2009 portant sur l’organisation de l’administration centrale du ministère des Affaires étrangères a institué la DCSD, qui remplace officiellement la DCMD et élargit ses compétences aux domaines de la sécurité intérieure (police et gendarmerie) et de la protection civile.
Elle met en œuvre, dans ces domaines, sous la forme de projets de coopération bilatéraux ou multilatéraux, des actions de formation, d’expertise et de conseil dont elle assure le pilotage stratégique et la gestion globale

## Les actions de la DCSD
Outil diplomatique d'influence, la DCSD est chargée de mettre en œuvre, dans les domaines de la sécurité et de la défense, sous la forme de projets de coopération bilatéraux ou multilatéraux, des actions de formation, d’expertise et de conseil dont elle assure le pilotage stratégique et la gestion globale. Elle opère dans tous les domaines de la sécurité, qu'elle relève de la défense ou de la sécurité intérieure (restructuration des outils de défense, programmes de désarmement, sortie de crise, protection civile, soutien à l'export, démobilisation et réinsertion, etc.) 
Dans un souci de cohérence stratégique au-delà du niveau bilatéral, elle suit et élabore la politique de la France en matière de coopération structurelle à travers une approche régionale et sous-régionale. Les objectifs de la DCSD s'inscrivent dans un cadre global qui vise à maintenir la paix, préserver l'État de droit, les Droits de l'Homme, garantir la sécurité intérieure et assurer la stabilité des partenaires dans une relation d'égalité. Ainsi, la DCSD participe au soutien des réformes structurelles des forces armées et de sécurité des pays partenaires, offre conseils et expertises de haut niveau à travers ses coopérants et concentre l'essentiel de ses activités sur la formation des personnels d'encadrements du pays demandeur. Ainsi, les nombreuses formations techniques et linguistiques sont assurées au sein des centres internationaux de formation au maintien de la paix, des Écoles nationales à vocation régionale (ENVR) ou encore des différentes écoles militaires en France .
Les 17 ENVR et autres centres de formation dispensent une soixantaine de programmes, de la formation militaire générale ou technique au maintien de l'ordre en passant par les opérations de déminage ou de lutte contre l'insécurité maritime.
Dotée d'un champ d'action mondial, la DCSD est toutefois majoritairement engagée sur le continent africain, notamment en Afrique subsaharienne où 70 % de ses actions se concentrent. La francophonie, l'histoire partagée mais surtout les défis sécuritaires que cette région doit relever sont autant de facteurs qui expliquent la priorité qui est acculée aux actions de coopération conduites en Afrique. La France entend participer à la consolidation de l'Architecture de paix et de sécurité africaine (APSA) et au renforcement des capacités africaines à participer à des opérations de maintien de la paix.

## Les acteurs de la coopération de sécurité et de défense
Pour mettre en place ses actions de formation et de conseil, la DCSD dispose d'environ 350 coopérants (militaires, gendarmes, policiers et sapeurs-pompiers) détachés auprès des attachés de défense et de sécurité intérieure des ambassades françaises dans 56 pays bénéficiaires ou en poste au sein des organisations régionales ou sous-régionales (CEEAC, CEDEAO, EASFCOM, COI...). Au total, ce sont près de 130 partenaires, pays et organisations internationales qui bénéficient des actions françaises de coopération de sécurité et de défense.
Au siège, qui se situe au 57, boulevard des Invalides à Paris, c'est une soixantaine de personnes qui œuvre à la définition des opérations de la Direction, dans une collaboration interministérielle poussée comprenant des diplomates mais aussi des policiers, gendarmes et officiers des trois armées. Ils se répartissent selon les bureaux et sous-directions suivants : Afrique Subsaharienne ; Monde ; Questions multilatérales et sectorielles ; Moyens ; Colloques et accords ; Survols et escales navales.
La DCSD travaille en étroite collaboration avec le ministère de la Défense, le ministère de l'Intérieur (à travers la Direction de la coopération internationale) et l'État-major des armées (tous trois chargés, eux, de la coopération opérationnelle) et aborde les problématiques sécuritaires sous une approche globale.
Les relations de la DCSD avec ses partenaires occidentaux se construisent d'abord à travers l'Union européenne, mais également en collaboration avec certains États tiers (États-Unis, Canada, Japon, Brésil, ...). Ses efforts ont naturellement vocation à être menés en synergie avec ceux déployés par le système onusien et l'Union européenne.

## Principes
La DCSD appuie son action sur une logique de partenariats reposant sur des conventions bilatérales. Ses projets s'inscrivent dans la durée pour faciliter son appropriation par le pays partenaire, objectif majeur de toute action de coopération.
Ses projets contribuent également à l'extension de l'influence et du rayonnement de la France au niveau international à travers la promotion d'une expertise, d'une logistique et d'un savoir faire français.
En Afrique subsaharienne, l'approche de la DCSD s'organise autour des piliers "sécurité, urgence et développement", en conservant la logique des "solutions africaines aux problèmes africains". Un continuum sécuritaire qui permet à la fois de protéger les populations, territoires, richesses et espaces des pays partenaire tout en contrant les menaces liées au terrorisme, aux trafics illégaux ou aux difficultés socio-économiques auquel ils peuvent être confrontés.

## Dernières réalisations
À l'heure actuelle, la Direction gère plus de 200 projets de coopération dans le monde entier. Chaque année, la DCSD forme plus de 3500 stagiaires et ses actions concernent au total plus de 65 000 bénéficiaires. Elle apporte annuellement sa contribution à l'élaboration d'une dizaine de traités ou accords intergouvernementaux de coopération en matière de défense.
Chaque année, la DCSD et l'IHEDN organisent conjointement des sessions internationales concernant l'Asie (Moyen-Orient), l'Amérique latine, la zone euro-méditerranéenne ainsi que  le Forum international sur le continent africain (FICA) destiné aux personnalités civiles et militaires de haut niveau. Les actions de la DCSD ont également pour objectif de promouvoir l'engagement des français en milieu militaire ou sécuritaire. Associée à la Délégation interministérielle à l'éducation numérique en Afrique, la DCSD fait bénéficier 12 établissements du programme Sankoré et élabore la méthode d'enseignement du français en milieu militaire "En avant", en coordination avec l'Organisation internationale de la francophonie et la Direction générale de la mondialisation. Ainsi, au Ghana, six centres de français ont été ouverts entre 2003 et 2013, permettant à ce pays anglophone de conserver une vraie capacité décisionnelle et d'influence dans la planification et la conduite des opérations menées conjointement avec leurs partenaires d'Afrique francophone, la pratique de la langue française étant considérée comme un véritable vecteur d'interopérabilité.
Dans le domaine de la sécurité intérieure, la DCSD s'appuie notamment sur des programmes de financement pluriannuels dans le cadre du Fonds de solidarité prioritaire (FSP). Ces programmes ont permis de lancer un projet de lutte contre le trafic de cocaïne en Afrique (ALCAO) ainsi qu'un appui aux services de la protection civile en Afrique (APCA). À la suite de l'intervention au Mali en 2013 qui a montré l'importance de la recherche d'une réponse globale pour endiguer la propagation de la radicalisation armée, le projet ALCAO interagit avec le projet "Justice et sécurité en région sahélo-saharienne" (Jussec) dont la DCSD pilote le volet sécurité intérieure.
L'action de la DCSD se traduit également, dans les projets locaux, par la recherche d'une complémentarité inter-bailleurs, comme en témoigne le Projet d'appui au renforcement de la sécurité intérieure au Bénin (PARSIB) qui a créé le premier centre de données informatiques opérationnelles partagées entre douanes, gendarmerie et police en Afrique. Ce projet fait référence dans la région.
Dans le domaine de la sûreté de l'aviation civile, le projet "Appui à la sûreté de l'aviation civile en Afrique" (ASACA) a été initié en mars 2011. Mené en collaboration avec de nombreux partenaires techniques et financiers institutionnels ou privés (dont l'Agence pour la sécurité de la navigation aérienne en Afrique et à Madagascar, la Banque mondiale, l'OACI, ou encore la Commission africaine de l'aviation civile) ce projet piloté par la Cellule régionale d'assistance à la sûreté de l'aviation civile (CRASAC) à Dakar et la DCSD vise au renforcement des capacités de 22 États de l'Afrique de l'Ouest et du Centre en matière de sûreté de l'aviation civile. La même année s'est concrétisé le projet "Appui à la formation des forces de sécurité intérieure en Afrique" (AFORMA) qui vise à un renforcement des capacités en matière de formation et associe les forces de police, de gendarmerie et les gardes nationales de 10 pays africains. Ce projet a déjà permis de former près d'une centaine de formateurs de formateurs.
Enfin, afin de soutenir les pays partenaires confrontés à des problématiques nouvelles, la DCSD a poursuivi son engagement dans le développement de l'Action de l'Etat en mer au moyen du FSP ASCEMAR, axé sur le renforcement de la sécurité maritime dans le golfe de Guinée, et appuie le Service civique d'aide au développement (SCAD) à Madagascar, en Côte d'Ivoire et en Guinée. Dans le souci de renforcer les capacités de protection civile des pays en développement, qu'elles soient institutionnelles ou humaines, la DCSD a participé à l'équipement et la formation des premières Unités de protection civile (UPC) en Guinée Conakry.
Fin 2013, la DCSD s'est associée à l'élaboration du projet « Appui à la lutte contre la traite des êtres humains » (TEH) dans les pays du Golfe de Guinée, qui mêle renforcement des capacités internes et structuration d'une coopération régionale.
Les axes d'action de la DCSD en Afrique s'appuient sur les orientations du sommet de l'Élysée des 6 et 7 décembre 2013, "Paix et sécurité en Afrique", qui a notamment mis en avant les trois priorités suivantes : 
- le renforcement des capacités africaines de sécurité et de défense en vue de permettre la stabilité des États dans une approche globale ;
- la lutte contre le terrorisme et les trafics transnationaux dans la zone sahélo-saharienne ;
- la sécurité maritime, principalement dans le golfe de Guinée.

## La revuePartenaires sécurité défense
La DCSD publie trois fois par an un numéro de sa revue Partenaires sécurité défense pour faire état des bilans, projets en cours et perspectives des actions de coopération. Anciennement Frères d'armes, la revue a changé de nom en juin 2011 en cohérence avec la réforme qui regroupe la coopération de défense, de police, de gendarmerie et de protection civile au sein d’une seule et même entité.

## Directeurs
- depuis septembre 2022 : Général de corps d'armée Régis Colcombet[15],[16]
- août 2019 - septembre 2022 :  Général de corps d'armée Thierry Marchand[17]
- 2016-juillet 2019 : Général de corps d'armée Didier Brousse
- : Vice amiral d'escadre Marin Gillier
- 2010-2013 : Général de corps d'armée Bruno Clément-Bollée
- 2009-2010 : Général de corps d'armée Emmanuel Beth
- 2006–2009 : Emmanuel Beth (avant la transformation en Direction de la coopération de sécurité et de défense de la Direction de la Coopération militaire et de défense)
- 2003–2006 : Hervé Giraud

### Liens annexes

#### Les revues Partenaires sécurité défense
- PSD no 273
- PSD no 272
- PSD no 271
- PSD no 270
- PSD no 269
- PSD no 268
- PSD no 267
- PSD no 266

#### Les bilans de la DCSD
- Bilan DCSD 2012
- Bilan DCSD 2011
- Bilan DCSD 2010